# Paul Lensch

Paul Lensch

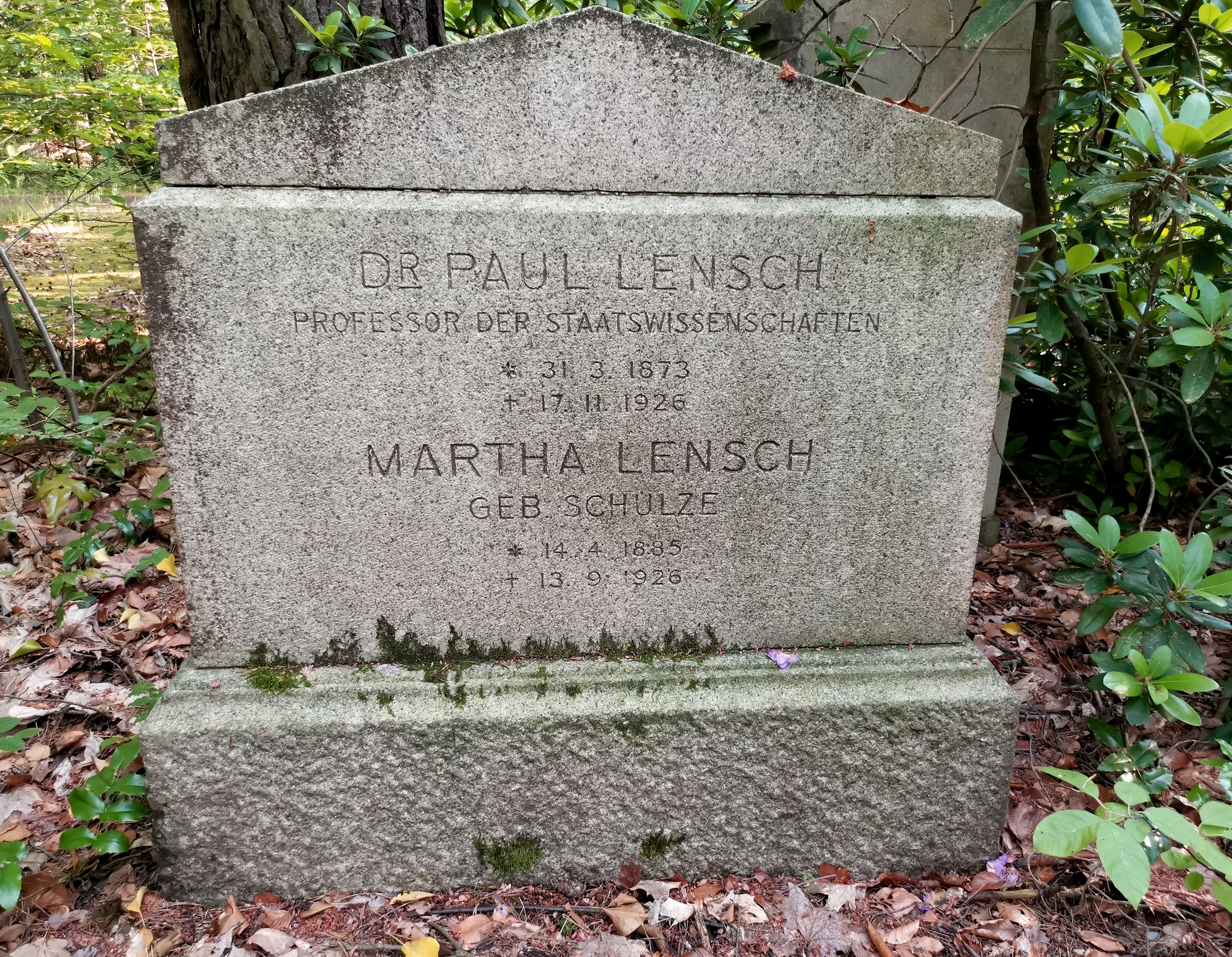
Grab auf dem Südwestkirchhof Stahnsdorf (Block Trinitatis, Feld 7)

Paul Lensch (* 31. März 1873 in Potsdam; † 18. November 1926 in Berlin) war ein deutscher Journalist, Hochschullehrer und Politiker (SPD). Ab 1912 war Lensch Abgeordneter des Deutschen Reichstages für die SPD, ab 1919 war er Professor für Nationalökonomie an der Berliner Universität.

## Leben
Lensch studierte bereits als Gymnasiast Hegel und Marx. Nach dem Ableisten des Militärdiensts beim 4. Preußischen Garderegiment zu Fuß studierte er Nationalökonomie in Berlin und Straßburg. Während seines Studiums wurde er Mitglied der Burschenschaft Neogermania Berlin (1895) und der Burschenschaft Arminia Straßburg (1897). Im Jahr 1900 wurde er in Straßburg zum Doktor der Staatswissenschaften promoviert. Anschließend war er als Redakteur der Freien Presse für Elsaß-Lothringen tätig. Ab 1902 war er Redakteur der Leipziger Volkszeitung und neben Rosa Luxemburg, Alexander Parvus, Franz Mehring und Karl Liebknecht Wortführer der antirevisionistischen Linken in der SPD, vor allem auf den Parteitagen in Essen (1907), Jena (1911) und Chemnitz (1912). 1907 bis 1913 war er Chefredakteur der Leipziger Volkszeitung.  Im Jahr 1912 wurde er als Kandidat der SPD für den 22. sächsischen Wahlkreis (Reichenbach) in den Reichstag gewählt. Dort war er im August 1914 innerhalb der SPD-Reichstagsfraktion zunächst einer der Gegner der Bewilligung der Kriegskredite. Ab 1915 formiert sich die Lensch-Cunow-Haenisch-Gruppe innerhalb der SPD, die versuchte, die Haltung der Parteimehrheit zum Thema Kriegskredite marxistisch zu begründen. Sie entwickelten die Theorie des „Kriegssozialismus“ und veröffentlichten im Hamburger Echo und anderen SPD-Parteiblättern. Ab Mitte 1915 wurde Die Glocke, eine von Alexander Parvus gegründete Zeitschrift, das Organ der Gruppe. Im Oktober 1917 spaltete sich die SPD. Lensch wurde einer der publizistischen Wortführer der Mehrheits-SPD um Friedrich Ebert.
Im November 1918 wurde Lensch wichtiger Kontaktmann zwischen dem Rat der Volksbeauftragten und der militärischen Führung. Anschließend zog er sich aus der Parteipolitik zurück. 1919 erhielt er eine außerordentliche Professur für Geschichte an der Berliner Universität. Die Berufung wurde gegen den Willen der Philosophischen Fakultät Berlin von seinem Freund Konrad Haenisch durchgesetzt, der nach der Revolution zum preußischen Kultusminister ernannt worden war. Darüber hinaus wurde Lensch außenpolitischer Mitarbeiter der Berliner Deutschen Allgemeinen Zeitung, die ab 1920 zum Konzern von Hugo Stinnes, dem Mülheimer Industriellen und DVP-Reichstagsabgeordneten, gehörte. Im Jahr 1922 trat Lensch aus der SPD aus und kam einem Parteiausschluss aus der nach der Fusion mit der Rest-USPD und der Rückkehr von marxistischen Theoretikern wie Karl Kautsky und Eduard Bernstein wieder nach links gerückten SPD zuvor. Von Juni 1922 bis November 1925 war Lensch Chefredakteur der DAZ und wurde zunehmend ein dem rechtskonservativen Lager nahestehender Gegner der Sozialdemokratie. Verlagsleiter der DAZ war in dieser Zeit der frühere deutsche Marineattaché in Konstantinopel, Hans Humann.
Am 18. November 1926 starb Lensch nach schwerer Krankheit in Berlin. Sein Grab befindet sich auf dem Südwestkirchhof Stahnsdorf.

## Politische Vorstellungen

### Kriegssozialismus
Der Krieg beweist für Lensch das Scheitern des Kapitalismus. Da der Kapitalismus, der auf Konkurrenz und freien Märkten basiert, auf sozialistische wirtschaftsregulierende Maßnahmen zurückgreift, wird die Überlegenheit und der Sieg des sozialistischen Prinzips für Lensch bewiesen. Der Staat bedient sich eines Getreidemonopols, um die Ernährung der Bevölkerung zu gewährleisten, Brotkarten werden eingeführt. Dies ist für Lensch das Indiz einer Wandlung des Wirtschaftsprinzips hin zu einem „demokratischen Kriegssozialismus“; der Mangel an grundlegenden Bedürfnissen während des Krieges ist für ihn im Grunde also ein Glücksfall, da er Maßnahmen staatlicher Planung ermöglicht. Hier sei der revolutionäre Charakter des Krieges zu erkennen. Diesen führt er später in seiner Interpretation des Weltkrieges weiter. Der Staat nach Lensch ist eine Institution, welche über den Klassen stehe. Der Staat regele nicht klassenspezifisch, sondern nach objektivem Interesse. Dies sei der Kriegserfolg und somit das Interesse des ganzen Volkes. Nach Lensch soll dieser Sozialismus nicht durch Klassenkampf errungen werden, sondern durch nationale Aussöhnung. Die kulturelle Identität und die Wirtschaft sollen miteinander verbunden sein – wichtig für die These „Weltkrieg als Weltrevolution“. Die Thesen Lenschs entfernen sich von der typischen marxistischen Sicht. Nationale Großindustrie, ein bürokratisch regelnder Staat und eine starke Arbeiterschaft stellen bei Lensch die neue sozialistische „Volksgemeinschaft“ dar. In dieser Gesellschaft sei nun nicht der Sozialismus zu sehen. Die von Lensch gezeigten Beispiele würden die Gesellschaft nur reif für den Sozialismus machen.

### Weltkrieg als Weltrevolution
Der Erste Weltkrieg wird von Lensch als sozialistische Weltrevolution gedeutet. Er ist die Weiterführung der Theorie des Kriegssozialismus. Während die meisten in der SPD den Krieg als Verteidigungskrieg gegen das zaristische Russland sahen, bildete das liberale England für Lensch den Verursacher des Krieges. England sei das am frühesten industrialisierte Land Europas. Dadurch habe es seine Vormachtstellung errungen. Der Krieg gegen Deutschland sei nun nur der Versuch, das gegnerische Deutschland am Wachstum zu hindern und das eigene Monopol zu sichern.
Lensch wandelt die marxistische Theorie der Weltrevolution auf eine nationale Ebene. England sei die bürgerlich-kapitalistische Klasse und Deutschland stelle das Proletariat dar.
England und seine parlamentarische Monarchie sind für Lensch die Ursprünge des Kapitalismus. Die calvinistische Religion und das Streben nach individuellem Wohlstand führten in England zur Begründung des Bürgertums. Diese englische Gesellschaft habe ein expansives Streben nach außerenglischen Absatzmärkten und gründet deshalb ein Monopol. Das nun aufstrebende Deutschland gefährdet nun diese Vormachtstellung, denn es sei im Gegensatz zum individualistischen England ein stark solidarisch geprägtes Land, welches keine konventionelle Bourgeoisie aufweist. Dies erklärt er auch mit dem Dreißigjährigen Krieg und einer fehlenden Einigung Deutschlands bis ins 19. Jahrhundert.
Deutschland sei nicht so reaktionär, wie in Zeiten des wilhelminischen Kaiserreiches in der Welt angenommen wurde, es hätten sich demokratische Elemente entwickelt, und diese gewönnen an Bedeutung. So wurde in Deutschland – und nicht im liberalen England – das allgemeine Wahlrecht eingeführt, zudem gelte zum Beispiel die allgemeine Schulpflicht, welche eine nationale „Kulturgemeinschaft“ schaffe, diese sei der englischen überlegen. Weiter nennt Lensch die allgemeine Wehrpflicht, welche im Grunde sozialistisch sei, im Gegensatz zur englischen Milizarmee.
Lensch leugnet nicht die Mängel in Deutschland, betont aber die Stärke des deutschen Proletariats gegenüber dem des Auslands. Deutsche Gewerkschaften seien die stärksten und geschlossensten. Die englische Arbeiterbewegung jedoch sei durch Privilegien, welche die Bourgeoisie ihnen zugestand, am Zerstören des englischen Monopols nicht interessiert. Die Arbeiterführer und die Arbeiter wollen diese Privilegien weiter behalten und unterstützen deshalb die Regierung im Krieg. Aus diesem folgernd, wäre der Sieg Deutschlands ein Sieg für den internationalen Sozialismus. Ein Sieg Englands würde hingegen Deutschland für Jahre zurückwerfen und das Ende des Sozialismus bedeuten.
Die Vorstellungen von Sozialismus, die Lensch sich ausmalt, sind nicht die typischen marxistischen. Es geht vielmehr um die Schaffung einer nationalen Solidarität, welche von staatlichen und sittlichen Pflichten geprägt ist. Mit dieser positiven Deutung des historischen „Sonderweges“ Deutschlands im Gegensatz zum liberalen Musterland England steht Lensch nicht allein, zahlreiche Autoren betonten damals die Überlegenheit der deutschen „Kultur“ gegen die oberflächlich-individualistisch-kapitalistische westliche „Zivilisation“ und der Ideen von 1914 gegen die Ideen von 1789. Dadurch, dass Lensch dies mit marxistischen Vorstellungen zu einem autoritären, nationalistischen Sozialismusmodell vermischt, ergibt sich eine Ähnlichkeit seines Denkens u. a. zum Nationalbolschewismus um Ernst Niekisch.

## Kritik seiner Zeitgenossen
Die Theorien von Lensch kann man nicht in die üblichen Kategorien Links und Rechts innerhalb der SPD einordnen. Während die Linken den Krieg als Angriffskrieg Deutschlands komplett ablehnen, ist für den rechten Flügel der SPD das reaktionäre Russland der große Gegner. Lensch bildet mit seiner Gruppe eine neue Richtung in der SPD.

### Zum Kriegssozialismus
Die Gewerkschaften führen ähnliche Argumente für die Unterstützung des Krieges an wie Lensch, z. B. Solidarität der Arbeiter. Die Mehrheit der SPD verweist darauf, dass der Kapitalismus nur Monopole aufbaut, um während des Krieges seine weitere Existenz zu sichern. Die Maßnahmen seien nur kriegsbedingt. Dies wird im Vorwärts, dem SPD-Organ, genau thematisiert. Die Einführung eines Monopols im Getreidebereich bringe keine wirkliche Veränderung mit sich. Mühlenbesitzer und Bäcker hätten weiterhin den gleichen Profit. Eduard Bernstein verfasste mehrere Kritikartikel.
Mit seinen Theorien zum Kriegssozialismus stieß Lensch auf rechter wie auf linker Seite auf Kritik. Zugleich fand aber auch Lensch Platz für seine Thesen im Vorwärts. Seine Thesen zu den Gründen des Weltkriegs wurden nur von linker Seite kritisiert. In der restlichen SPD fand Lensch mit der Zeit immer mehr Akzeptanz.

## Forschung
Es gibt zwei Hauptzweige:
- Robert Sigel: Die Lensch-Cunow-Haenisch Gruppe. 1976:

Hier wird Lensch innerhalb der SPD gedeutet. Eine Einreihung in die neu entstehende revolutionäre Rechte wird nicht gemacht. Es wird nur der rechte Flügel der SPD analysiert. Lensch wird aber hier auch als eine neue Form der Rechten der SPD gesehen, der sich von den Revisionisten und Konservativen unterscheidet. Es wird die neue Form der völkisch-sozialistischen Gesellschaft in Lenschs Theorien angesprochen.
- Rolf-Peter Sieferle: Die Konservative Revolution:

Hier werden viele Aspekte wie in „Die Lensch-Cunow-Haenisch Gruppe“ bearbeitet. Jedoch wird Lensch aus einem anderen Blickwinkel betrachtet. Er wird in die Entwicklung einer neuen Rechten eingeordnet. Die nationale Ausrichtung Lenschs wird deutlicher beleuchtet. Der völkische Aspekt führt zu dieser Einordnung. Der nationale Sozialismus wird klar vom bisherigen unterschieden und deshalb in die Reihe der konservativen Revolution gestellt. Mit dieser positiven Deutung des historischen „Sonderweges“ Deutschlands im Gegensatz zum liberalen Musterland England steht Lensch nicht alleine, zahlreiche Autoren betonten damals die Überlegenheit der deutschen „Kultur“ gegen die oberflächlich-individualistisch-kapitalistische westliche „Zivilisation“ und der Ideen von 1914 gegen die Ideen von 1789. Dadurch, dass Lensch dies mit marxistischen Vorstellungen zu einem autoritären, nationalistischen Sozialismusmodell vermischt, ergibt sich eine Ähnlichkeit seines Denkens u. a. zum Nationalbolschewismus um Ernst Niekisch.